# Havelbrücke Werder
Die Havelbrücke Werder ist eine Autobahnbrücke über die Potsdamer Havel im Stadtgebiet von Werder (Havel). Sie ist 704 Meter lang und führt die Bundesautobahn 10 über den Fluss.

## Geschichte
Anfang der 1930er Jahre gab es Planungen für den Bau einer Autobahnbrücke über den Zernsee der Havel im Zuge des Baus der Autobahn rund um Berlin, der heutigen A 10. Der Potsdamer Regierungspräsident Ministerialdirektor From gab 1935 vorläufige Planungsvorgaben bekannt. Der Brückenzug über den Zernsee südlich des Dorfes Phöben sollte die ganze Breite des Gewässers komplett überspannen. Um der Binnenschifffahrt, damals hauptsächlich Schleppzüge mit mehreren Anhängen, eine sichere Durchfahrt zu gewährleisten, sollte die Hauptdurchfahrtsöffnung wenigstens 75 Meter betragen. Dies war hauptsächlich den hier oft vorherrschenden starken Westwinden geschuldet. Sollte aus brückenbautechnischen Gründen nur eine geringere Durchfahrtsbreite möglich sein, würden zwei Brückendurchfahrten gewählt werden müssen, je eine für die Tal- und Bergfahrt getrennt. Die Brücke sollte in der von beiden Ufern vorgegebenen Höhe die Potsdamer Havel überqueren. Erwähnenswert ist, dass die Meinung des Kaiserlichen Yacht-Klubs in Potsdam zur Durchfahrtshöhe für damalige Wanderjollen mit bis zu 6 Metern Masthöhe eingeholt wurde. Diese sollten die Brücke passieren können, ohne den Mast legen zu müssen. 1936 wurde mit den bauvorbereitenden Arbeiten begonnen. Die Anschlussböschungen wurden aufgeschüttet und planiert. Der Bau der Pfeiler wurde begonnen. Als verantwortlicher Bauleiter war Ingenieur Zühlke aus Niesky tätig. Zühlke leite später auch den Bau der Autobahnbrücke über den Teltowkanal in Dreilinden. Für die Bevölkerung der umliegenden Dörfer und auch der Stadt Werder bildete der Brückenbau und der Bau der Autobahn eine willkommene Verdienstmöglichkeit.
Die Brücke konnte Anfang der 1940er Jahre dem Verkehr übergeben werden. Kriegsbedingt blieb jedoch ein Teilstück des westlichen Berliner Rings unvollendet, sodass sie kaum genutzt wurde. Die Brücke überstand den Zweiten Weltkrieg unbeschädigt. Erst 1979 wurde der Streckenabschnitt zwischen der Anschlussstelle Potsdam-Nord und dem Dreieck Havelland vollendet.
Ausgeführt wurde eine zweistegige durchlaufende Stahlträgerbrücke mit 704 Meter Länge und elf Öffnungen sowie Stützweiten von 55 Metern in den beiden Endfeldern und 66 Metern bei den Innenfeldern. Vier Pfeiler wurden mit der Caisson-Technik in einer maximalen Tiefe von 28,65 Meter unter Wasserspiegel auf einer tragfähigen Sandschicht gegründet, da bis zu 16 Meter unter der Flusssohle Faulschlamm vorhanden ist. Die Stahlbetonsenkkästen mit 13,5 × 27,5 Meter Grundfläche wurden am Ufer hergestellt, zum endgültigen Standort mit Schuten eingeschwommen und abgesenkt. Von 1995 bis 1997 wurde der Überbau der Richtungsfahrbahn Nauen durch einen stählernen Neubau ersetzt. 2002 bis 2004 folgte der Austausch des Überbaus der Richtungsfahrbahn Werder.

## Karten
- Folke Stender: Redaktion Sportschifffahrtskarten Binnen 1 Nautische Veröffentlichung Verlagsgesellschaft, ISBN 3-926376-10-4.
- W. Ciesla, H. Czesienski, W. Schlomm, K. Senzel, D. Weidner: Schiffahrtskarten der Binnenwasserstraßen der Deutschen Demokratischen Republik 1:10.000. Band 3, Herausgeber: Wasserstraßenaufsichtsamt der DDR. Berlin 1988.OCLC 830889996
- Markus Vette: Töplitzer Aussichten 2005, Zur Geschichte der Insel Töplitz. Books on demand, Norderstedt, ISBN 3-8334-2207-6.

## Bilder

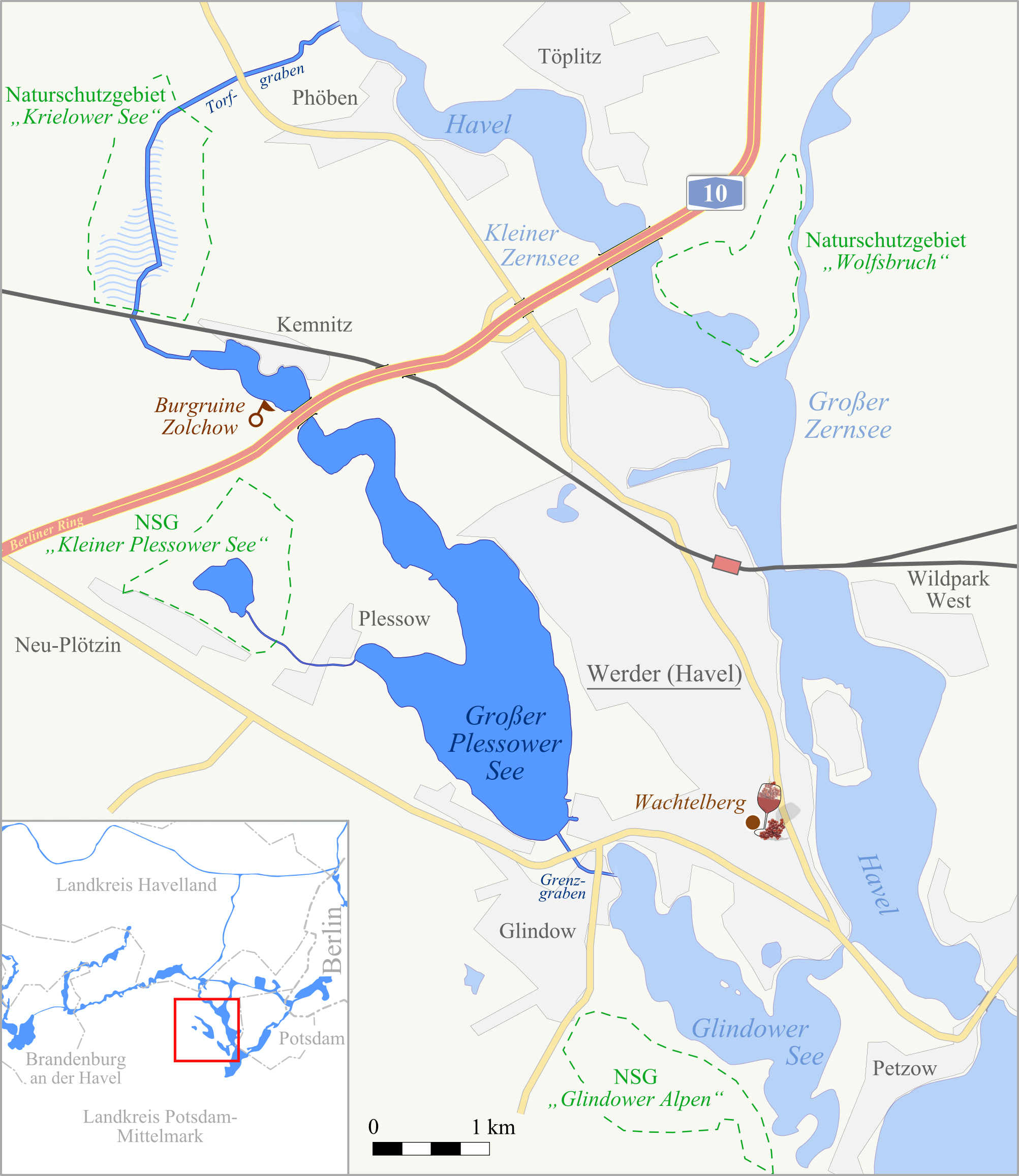
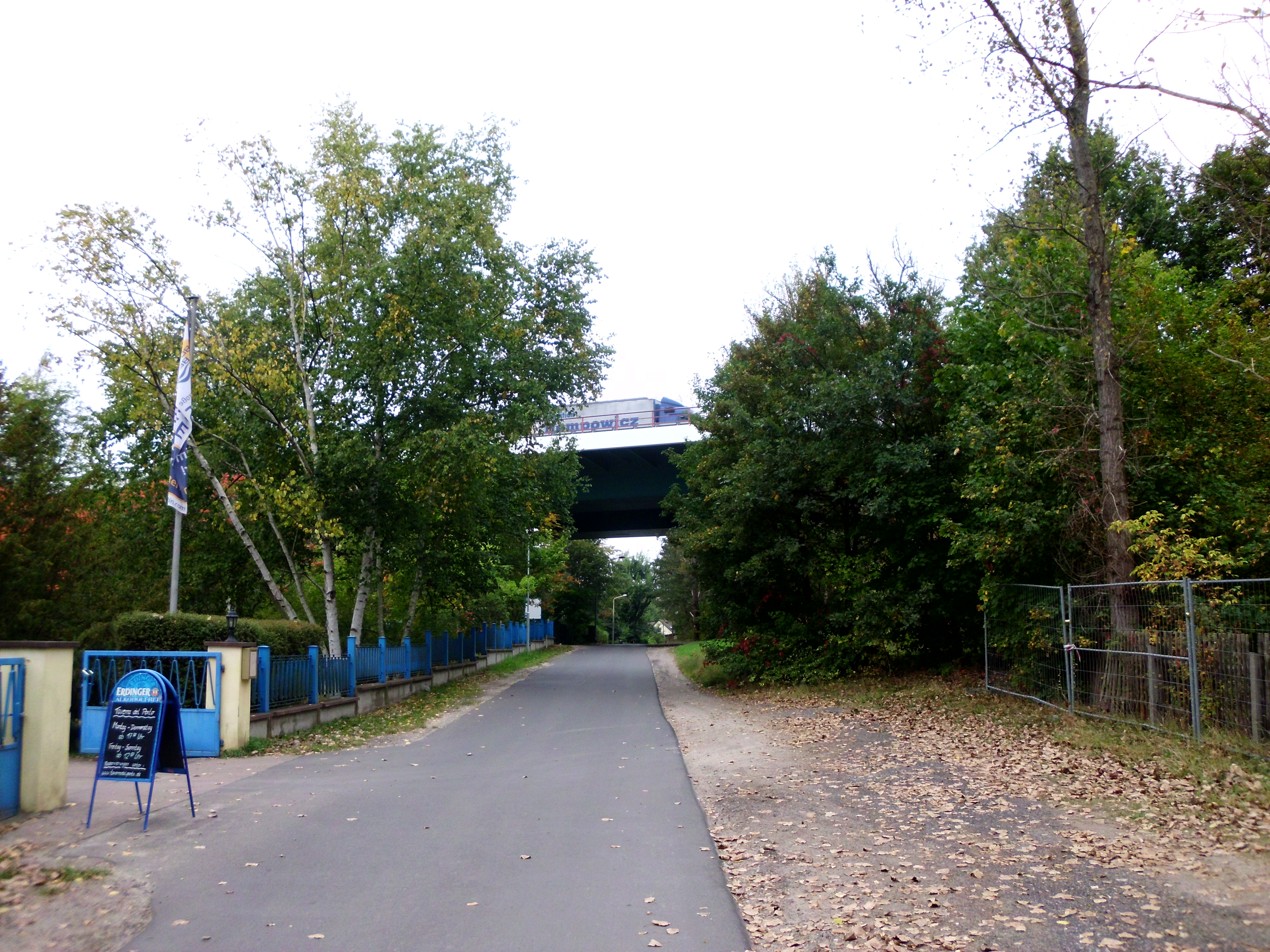
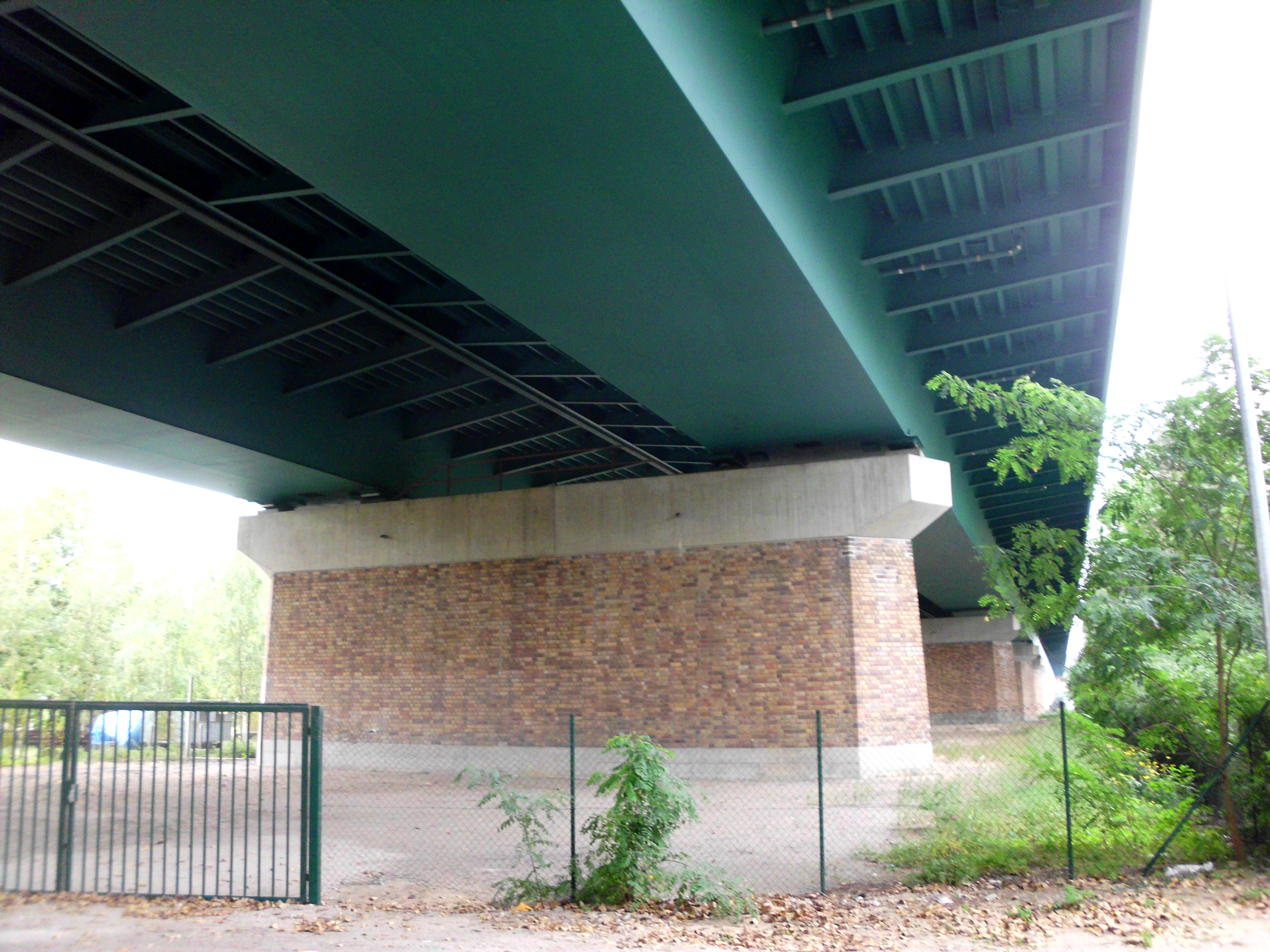